# Astropecten javanicus
Astropecten javanicus är en sjöstjärneart som beskrevs av Lutken 1871. Astropecten javanicus ingår i släktet Astropecten och familjen kamsjöstjärnor. Inga underarter finns listade i Catalogue of Life.